# FC Sfîntul Gheorghe
FC Sfintul Gheorghe was een Moldavische voetbalclub uit Suruceni.
De club werd in 2003 opgericht als FC Sfîntul Gheorge Suruceni en speelde alleen met jeugdteams. Pas in het seizoen 2008/09 werd ook een seniorenelftal opgesteld. De club werd in haar eerste seizoen elfde in de Divizia A. Het bestuur wilde echter in de Divizia Națională uitkomen en diende een verzoek in voor een licentie op het hoogste niveau. Omdat de club het qua stadion en organisatie goed geregeld had, keurde de Moldavische bond de aanvraag goed en komt FC Sfintul Gheorghe in het seizoen 2009/10 op het hoogste niveau uit. In 2012 degradeerde de club naar de Divizia A.
Na drie verloren bekerfinales slaagde de club er in om in 2021 voor de eerste maal de Moldavische voetbalbeker te winnen.
In juli 2023 waren de club en diverse spelers betrokken bij een matchfixing schandaal. Als gevolg hiervan en de financiële consequenties ging de club failliet en werd opgeheven.

## In Europa
Uitslagen vanuit gezichtspunt FC Sfîntul Gheorghe
| Seizoen | Competitie        | Ronde | Land                 | Club                | Totaalscore  | 1e W       | 2e W    | PUC |
| ------- | ----------------- | ----- | -------------------- | ------------------- | ------------ | ---------- | ------- | --- |
| 2020/21 | Europa League     | 1Q    | Vlag van Wit-Rusland | Sjachtjor Salihorsk | 0-0 (4-1 ns) | 0-0 nv (U) |         | 1.5 |
|         |                   | 2Q    | Vlag van Servië      | FK Partizan         | 0-1          | 0-1 nv (T) |         | 1.5 |
| 2021/22 | Conference League | 1Q    | Vlag van Albanië     | Partizan Tirana     | 4-8          | 2-5 (U)    | 2-3 (T) | 0.0 |
| 2022/23 | Conference League | 1Q    | Vlag van Slovenië    | NŠ Mura             | 2-4          | 1-2 (T)    | 1-2 (U) | 0.0 |

Zie ook
- Deelnemers UEFA-toernooien Moldavië
- Ranglijst van alle clubs die in de diverse Europa Cups zijn uitgekomen